# Walt Disney
Walter Elias Disney (/ˈdɪzni/; 5 tháng 12 năm 1901 – 15 tháng 12 năm 1966) là một doanh nhân, họa sĩ diễn hoạt, diễn viên lồng tiếng và nhà sản xuất phim người Mỹ. Là người tiên phong trong ngành công nghiệp hoạt hình Hoa Kỳ, ông đã giới thiệu nhiều cải tiến quan trọng trong quy trình sản xuất phim hoạt hình. Trên cương vị nhà sản xuất phim, Disney nắm giữ kỷ lục là người giành được nhiều giải Oscar nhất, với 22 lần đoạt giải và 59 lần đề cử. Ông cũng được trao tặng hai giải Quả cầu vàng cho Thành tựu Đặc biệt và một giải Emmy, cũng như nhiều giải thưởng danh giá khác. Thư viện Quốc hội Hoa Kỳ đã đưa một số bộ phim của ông vào Viện lưu trữ phim quốc gia.
Sinh ra tại Chicago, Disney sớm đã bộc lộ niềm say mê với hội họa ngay từ khi còn nhỏ. Ông tham gia các lớp học mỹ thuật từ lúc còn là một đứa trẻ và trở thành một họa sĩ thương mại vào năm 18 tuổi. Đầu thập niên 1920, Disney chuyển đến California và thành lập Disney Brothers Studio cùng với anh trai Roy. Năm 1928, ông hợp tác cùng họa sĩ Ub Iwerks xây dựng nên nhân vật chuột Mickey và đạt được thành công vang dội đầu tiên. Disney cũng đóng vai trò là người lồng tiếng cho chuột Mickey trong quãng thời gian ban đầu. Khi xưởng hoạt hình ngày càng phát triển, Disney càng có nhiều quyết định táo bạo hơn như đưa đồng bộ âm thanh vào phim, sử dụng kỹ thuật ba dải màu đầy đủ màu sắc của Technicolor, sản xuất phim hoạt hình thời lượng dài và áp dụng những tiến bộ trong kỹ thuật ghi hình. Kết quả là ông cho ra đời nhiều bộ phim chủ chốt góp phần thúc đẩy sự phát triển của phim hoạt hình như Nàng Bạch Tuyết và bảy chú lùn (1937), Pinocchio, Fantasia (1940) và Bambi (1942). Sau Chiến tranh thế giới thứ hai, ông tiếp tục cho ra đời bộ phim hoạt hình và người đóng bao gồm Cô bé Lọ Lem (1950) và Mary Poppins (1964). Cả hai bộ phim đều đạt được thành công về mặt chuyên môn và tính riêng Mary Poppins đã giành được 5 giải Oscar.
Vào thập niên 1950, Disney quyết định lấn sân sang lĩnh vực công viên giải trí và vào năm 1955, ông cho khai trương công viên Disneyland ở Anaheim, California. Để gây quỹ cho dự án, ông đã bắt đầu sản xuất các chương trình truyền hình, chẳng hạn như Walt Disney's Disneyland và The Mickey Mouse Club. Ông cũng tham gia vào việc quy hoạch cho Triển lãm quốc gia Hoa Kỳ tại Moskva năm 1959, Thế Vận hội Mùa đông năm 1960 và Hội chợ Quốc tế New York năm 1964. Năm 1965, ông bắt đầu phát triển một công viên chủ đề khác mang tên Disney World, trung tâm của công viên là thành phố kiểu mới được gọi là "Xã hội tương lai kiểu mẫu" (EPCOT). Disney là người nghiện hút thuốc lá trong suốt cuộc đời nên ông đã qua đời vì bệnh ung thư phổi vào tháng 12 năm 1966 trước khi kịp chứng kiến công viên và dự án EPCOT hoàn thành.
Disney là một người kín đáo, khiêm nhường và thiếu tự tin trong đời sống riêng tư, song lại xây dựng cho mình một hình ảnh công chúng ấm áp và thân thiện. Ông luôn đặt ra các tiêu chuẩn cao và kỳ vọng ở những người mà ông đã từng làm việc cùng. Mặc dù có những cáo buộc cho rằng ông phân biệt chủng tộc hoặc bài Do Thái, nhưng nhiều người quen biết ông đã phủ nhận điều đó. Quan điểm về Disney dần thay đổi trong những năm sau khi ông tạ thế, từ việc ghi nhận ông như người truyền bá các giá trị yêu nước chất phác cho đến việc xem ông là hiện thân cho chủ nghĩa đế quốc văn hóa Mỹ. Mặc dầu vậy, ông vẫn là một nhân vật tối quan trọng trong lịch sử ngành phim hoạt hình và lịch sử văn hóa Hoa Kỳ, nơi ông được coi là một biểu tượng văn hóa quốc gia. Các tác phẩm điện ảnh của Disney tiếp tục được trình chiếu và chuyển thể đều đặn, riêng những công viên giải trí Disney cũng phát triển về quy mô và số lượng để thu hút du khách từ nhiều quốc gia trên toàn cầu. Ngoài ra, hãng phim mang tên ông vẫn duy trì các tiêu chuẩn cao trong việc sản xuất các tác phẩm và chương trình giải trí nổi tiếng để trở thành một trong những tập đoàn giải trí và truyền thông đại chúng lớn nhất thế giới.

## Cuộc đời và sự nghiệp

### 1901–1920: Thời niên thiếu
Walt Elias Disney sinh ngày 5 tháng 12 năm 1901 tại số 1249 Đại lộ Tripp, thuộc khu phố Hermosa ở Chicago. Cha ông, Elias Disney là người sinh ra trong một gia đình gốc Ireland ở tỉnh Canada, còn mẹ ông Flora (nhũ danh Call) là người Mỹ mang hai dòng máu Anh và Đức. Disney là con trai thứ tư trong gia đình có năm người con, với ba anh trai Herbert, Raymond, Roy và người em út là Ruth, sinh vào tháng 12 năm 1903. Khi Disney lên 4 tuổi vào năm 1906, gia đình ông chuyển đến sinh sống ở một trang trại thuộc thành phố Marceline, Missouri, nơi người chú Robert của ông vừa mới mua đất. Tại Marceline, Disney bắt đầu thích thú với hội họa khi ông được trả tiền để vẽ con ngựa của người bác sĩ hàng xóm đã về hưu. Elias là độc giả của tờ báo Appeal to Reason, và Disney đã tranh thủ tập vẽ bằng cách sao chép các tranh biếm họa của Ryan Walker được đăng trên trang nhất của báo. Disney cũng ngày càng bộc lộ năng khiếu hội họa với màu nước và sáp màu. Ông sống gần tuyến đường sắt Atchison, Topeka và Santa Fe nên dần có niềm đam mê với xe lửa. Ông và cô em gái Ruth nhập học cùng lúc tại Trường Park ở Marceline vào cuối năm 1909.
Năm 1911, Disney chuyển đến sống ở Thành phố Kansas, Missouri. Tại đây, ông theo học tại Trường Tiểu học Benton và gặp gỡ người bạn học Walter Pfeiffer. Xuất thân từ gia đình hâm mộ nghệ thuật sân khấu, Pfeiffer chính là người đã đưa Disney đến với đam mê tạp kĩ và phim ảnh. Càng ngày, Disney càng dành nhiều thời gian ở nhà Pfeiffer hơn ở nhà mình. Cũng trong thời gian này, Elias mua được suất giao báo cho hai tờ The Kansas City Star và Kansas City Times, và kể từ đó, hai anh em Disney và Roy phải thức dậy lúc 4 giờ rưỡi mỗi sáng để giao báo cho tờ Times trước giờ học, còn sau khi tan học thì họ giao báo cho tờ Star. Lịch làm việc dày đặc khiến Disney thường bị điểm kém vì hay ngủ gật trong lớp, dù vậy, ông vẫn tiếp tục làm công việc giao báo trong hơn 6 năm tiếp theo. Ngoài giờ giao báo, ông còn tham gia các khóa học vào thứ Bảy hàng tuần tại Viện Nghệ thuật Thành phố Kansas và tham gia chương trình học hàm thụ về vẽ tranh biếm họa.
Năm 1917, Elias mua cổ phiếu của công ty sản xuất thạch O-Zell ở Chicago và cùng gia đình quay lại thành phố này. Disney đã ghi danh vào Trường Trung học McKinley và trở thành họa sĩ biếm họa cho tờ báo của trường, chuyên vẽ những bức tranh về đề tài yêu nước trong Chiến tranh thế giới thứ nhất. Ông cũng tham gia vào khóa học đêm tại Trường Nghệ thuật Chicago. Vào giữa năm 1918, Disney định gia nhập Quân đội Hoa Kỳ để chiến đấu chống lại quân Đức ở Mặt trận phía Tây nhưng bị từ chối vì còn quá trẻ. Sau khi khai man ngày tháng năm sinh trên giấy khai sinh của mình, ông tham gia Hội Chữ thập đỏ vào tháng 9 năm 1918 và trở thành tài xế xe cứu thương. Ông được thuyên chuyển đến Pháp nhưng mãi đến tận tháng 11 mới tới nơi, sau khi khối Hiệp ước và Đế Quốc Đức hoàn thành việc ký kết hiệp định đình chiến. Ông từng vẽ tranh biếm họa để trang trí xe cứu thương của mình và đăng một số tác phẩm lên báo quân đội Stars and Stripes. Disney trở về Thành phố Kansas vào tháng 10 năm 1919 và làm họa sĩ học việc tại Xưởng nghệ thuật thương mại Pesmen-Rubin. Trong thời gian ở đây, ông vẽ tranh minh họa thương mại cho quảng cáo, chương trình sân khấu và catalog, đồng thời kết bạn với người họa sĩ đồng nghiệp là Ub Iwerks.

### 1920–1928: Sự nghiệp ban đầu

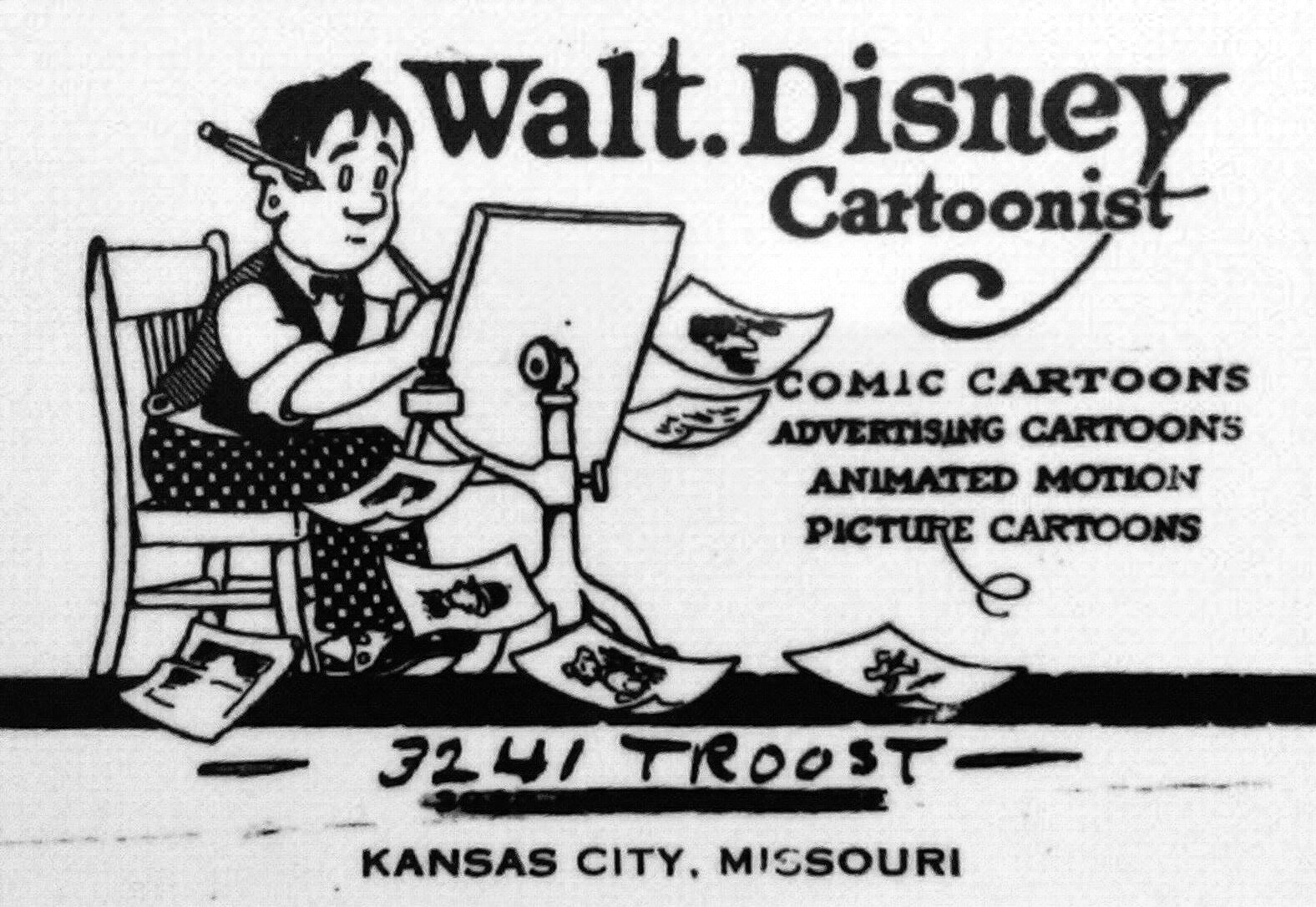
Phong bì kinh doanh của Walt Disney có bức chân dung tự họa k. 1921

Vào tháng 1 năm 1920, Pesmen-Rubin sa thải Disney và Iwerks vì thu nhập của xưởng bị sụt giảm sau Giáng sinh. Họ bắt đầu công việc kinh doanh ngắn hạn khi lập ra công ty riêng mang tên Công ty Nghệ sĩ Thương mại Iwerks-Disney. Cảm thấy không thể thu hút nhiều khách hàng, Disney và Iwerks thống nhất rằng Disney nên tạm thời rời công ty riêng để đi kiếm tiền tại Công ty Quảng cáo Phim Thành phố Kansas, do A. V. Cauger điều hành. Iwerks cũng gia nhập Công ty Quảng cáo này vào ngay tháng sau đó vì nhận thấy bản thân không thể điều hành công ty riêng một mình. Công ty Kansas chuyên sản xuất quảng cáo sử dụng kỹ thuật hoạt hình cắt dán. Disney bắt đầu quan tâm đến làm phim hoạt hình mặc dù ông vẫn thích những tác phẩm tranh biếm họa như Mutt and Jeff và Koko the Clown hơn. Ông bắt đầu thử nghiệm tại nhà sau khi mượn được cuốn sách về hoạt hình và một chiếc máy ghi hình. Trong quá trình thử nghiệm, ông đi đến kết luận rằng hoạt hình cel sẽ có nhiều triển vọng hơn là hoạt hình cắt dán. Disney quyết định mở công việc kinh doanh mới với đồng nghiệp Fred Harman vì không thể thuyết phục Cauger thử làm phim hoạt hình cel tại công ty. Khách hàng chính của họ là Rạp phim Newman ở địa phương, và phim hoạt hình mà họ sản xuất được bán với tên gọi "Newman's Laugh-O-Gram". Disney đã tham khảo loạt phim Ngụ ngôn Aesop của Paul Terry để làm mẫu và 6 tập "Laugh-O-Grams" đầu tiên đều là những câu chuyện cổ tích kiểu hiện đại.
Vào tháng 5 năm 1921, thành công của "Laugh-O-Grams" đã dẫn đến việc thành lập Xưởng phim Laugh-O-Gram, nơi ông thuê nhiều họa sĩ diễn hoạt bao gồm Hugh Harman (em trai của đồng nghiệp Fred Harman), Rudolf Ising và cả Iwerks. Phim hoạt hình Laugh-O-Grams không cung cấp đủ lợi tức để duy trì hoạt động kinh doanh của công ty, vì vậy, Disney đã bắt đầu sản xuất phim câm ngắn Alice's Wonderland dựa trên nguyên tác Alice ở xứ sở thần tiên của Lewis Carroll. Bộ phim là sự kết hợp giữa người đóng và hoạt hình, với nữ diễn viên nhí Virginia Davis được Disney lựa chọn vào vai chính. Tuy nhiên, bộ phim một cuộn thời lượng 12 phút rưỡi lại hoàn thành quá muộn để có thể cứu Laugh-O-Gram Studio khỏi phá sản vào năm 1923.
Disney chuyển đến Hollywood vào tháng 7 năm 1923. Mặc dù New York lúc bấy giờ là trung tâm của ngành công nghiệp phim hoạt hình nhưng ông vẫn thích Los Angeles hơn, và cũng vì người anh Roy của ông bị mắc bệnh lao và đang dưỡng bệnh ở đó. Vào thời điếm này, ông cũng có hoài bão trở thành đạo diễn phim người đóng. Disney cố hết sức để bán Alice's Wonderland nhưng mọi nỗ lực đều vô vọng cho đến khi ông nghe tin từ nhà phân phối phim Margaret J. Winkler ở New York. Bà Winkler lúc này đang mất quyền phân phối đối với cả hai loạt phim hoạt hình Out of the Inkwell và Felix the Cat nên cần một loạt phim mới. Vào tháng 10 năm 1923, họ ký hợp đồng cho 6 tập phim Alice Comedies với một tùy chọn cho hai loạt phim thêm của mỗi 6 tập. Disney và Roy sau đó thành lập Disney Brothers Studio‍, tiền thân của Công ty Walt Disney để sản xuất các bộ phim. Họ thuyết phục Virginia Davis và gia đình cô chuyển đến Hollywood để tiếp tục sản xuất phim, với mức lương cho cô bé là 100 đô la một tháng. Vào tháng 7 năm 1924, Disney cũng thuê Iwerks, thuyết phục được Iwerks chuyển từ Thành phố Kansas đến Hollywood.
Đầu năm 1925, Disney thuê nghệ sĩ vẽ mực Lillian Bounds. Disney và Lillian kết hôn vào tháng 7 cùng năm tại nhà anh trai của Lillian ở quê nhà Lewiston, Idaho. Theo Lillian, cuộc hôn nhân nói chung là hạnh phúc, mặc dù theo người viết tiểu sử về Disney tên Neal Gabler thì Lillian không "chấp nhận các quyết định của Disney một cách khiêm nhường hoặc [không chịu nổi] tình thế [bấp bênh] của ông một cách rõ ràng, và bà [cũng] thú nhận rằng Disney luôn bảo với mọi người là 'ông rất sợ vợ'." Lillian không mấy quan tâm đến phim ảnh hay bối cảnh xã hội Hollywood đương thời, và theo lời của nhà sử học Steven Watts thì bà "bằng lòng với việc quán xuyến việc nhà và chu cấp hỗ trợ cho chồng." Họ có với nhau 2 cô con gái trong suốt cuộc hôn nhân, với con đầu lòng tên là Diane sinh vào tháng 12 năm 1933 và người con thứ là Sharon, nhận nuôi vào tháng 12 năm 1936 khi được 6 tuần tuổi. Trong gia đình, cả Disney và vợ ông đều không giấu sự thật là Sharon được nhận làm con nuôi. Dù vậy, họ sẽ trở nên khó chịu nếu những người ngoài gia đình nhắc đến chuyện này. Hai vợ chồng Disney luôn cẩn thận giữ cho con gái họ tránh xuất hiện trước công chúng càng nhiều càng tốt, đặc biệt là sau vụ bắt cóc Lindbergh. Disney thực hiện những biện pháp cần thiết để đảm bảo rằng con gái mình không bị báo chí chụp ảnh.

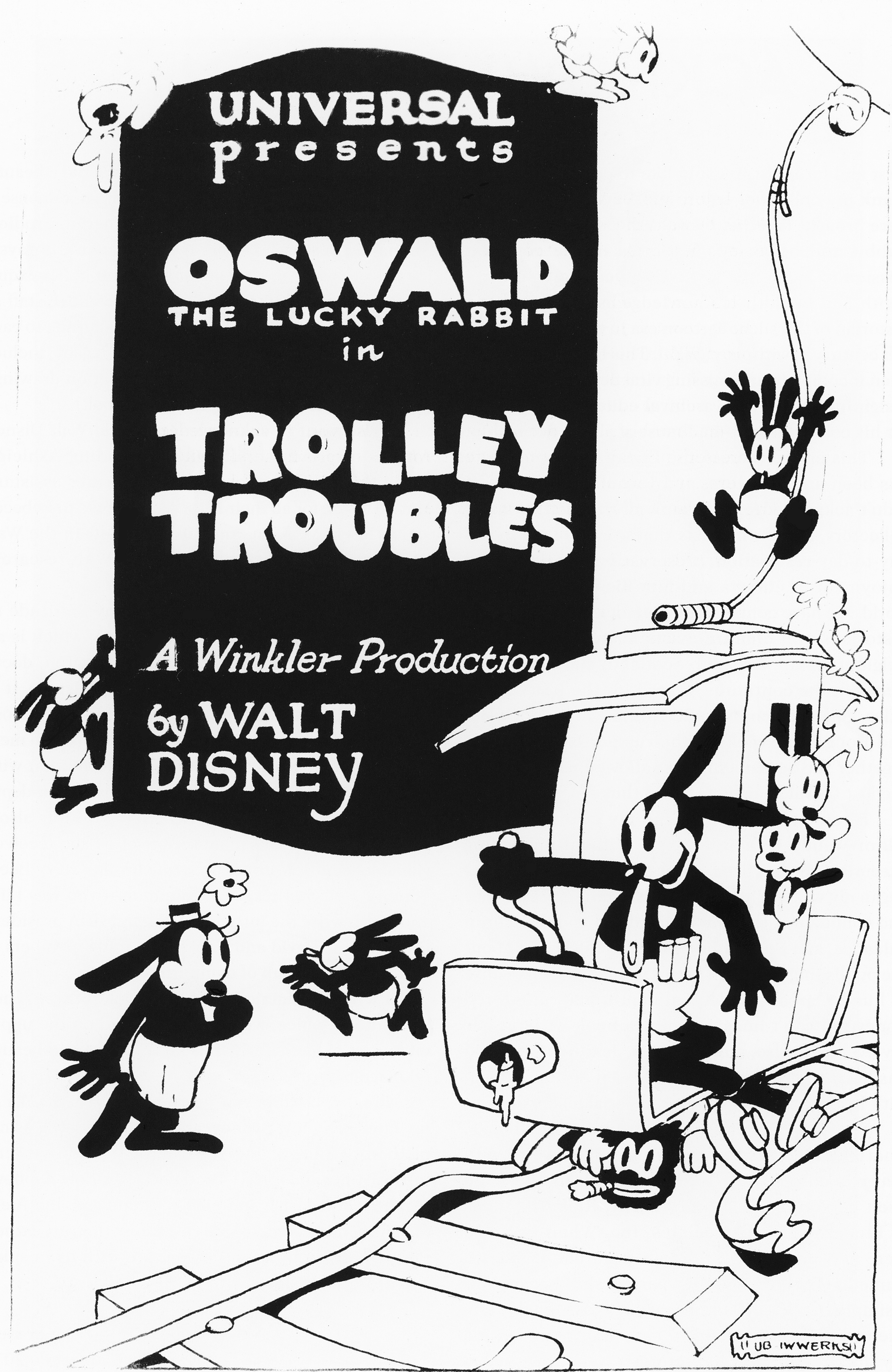
Áp phích rạp cho bộ phim Trolley Troubles (1927)

Đến năm 1926, Winkler giao quyền phân phối loạt phim Alice cho nhà sản xuất phim Charles Mintz, và cũng đồng thời là chồng bà. Tuy vậy, mối quan hệ giữa Mintz và Disney đôi lúc có căng thẳng. Loạt phim Alice kéo dài đến tháng 7 năm 1927, vào thời điểm mà Disney bắt đầu cảm thấy chán và muốn thay đổi định dạng nửa người đóng, nửa hoạt hình sang toàn bộ hoạt hình. Sau khi Mintz yêu cầu một ý tưởng mới để phân phối thông qua Universal Pictures, Disney và Iwerks đã tạo ra Thỏ may mắn Oswald, một nhân vật mà Disney muốn nó phải "hăng hái, lanh lợi, nhí nhảnh và ưa mạo hiểm, [cách ăn mặc] của nó cũng phải luôn gọn gàng và chỉnh tề".
Vào tháng 2 năm 1928, Disney hi vọng có thể thương lượng một khoản chi phí lớn hơn để sản xuất loạt phim Oswald nhưng nhận ra là Mintz đang muốn cắt giảm các khoản tiền công. Mintz cũng thuyết phục nhiều nghệ sĩ liên quan làm việc trực tiếp cho mình, bao gồm Harman, Ising, Carman Maxwell và Friz Freleng. Disney cũng phát hiện ra rằng Universal nắm giữ quyền sở hữu trí tuệ đối với Oswald. Mintz đe dọa sẽ thành lập xưởng phim riêng và tự sản xuất loạt phim nếu Disney từ chối việc cắt giảm tiền công. Disney khước từ lời tối hậu thư của Mintz và mất gần hết ê kíp làm phim hoạt hình, ngoại trừ Iwerks, người quyết định đi theo ông.

### 1928–1933: Sáng tạo ra Chuột Mickey và giải Oscar đầu tiên
Disney và Iwerks đã phác họa nên Chuột Mickey để thay thế cho Oswald. Nhân vật mới này được cho là lấy cảm hứng từ một con chuột cưng mà Disney nuôi khi còn làm việc tại Xưởng phim Laugh-O-Gram, dù vậy không ai dám chắc về nguồn gốc thực sự của nó. Ban đầu, Disney định đặt tên cho nhân vật là Chuột Mortimer nhưng Lillian thấy tên quá rình rang nên thay vào đó đề xuất là Mickey. Iwerks đã sửa lại các bản phác thảo tạm thời của Disney để cho nhân vật dễ vẽ hoạt hình hơn. Trong khoảng thời gian này, Disney bắt đầu tách mình khỏi quá trình làm phim hoạt hình và chuyển sang lồng tiếng cho Chuột Mickey đến năm 1947. Theo lời của một nhân viên Disney, "Ub là người thiết kế ngoại hình cho Mickey, nhưng [chính] Walt là người thổi hồn cho nó."

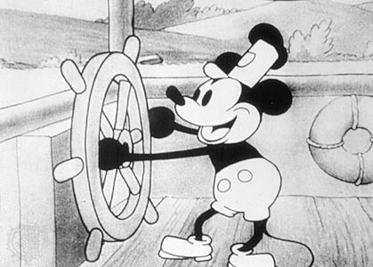
Sự xuất hiện lần đầu của Chuột Mickey, trong bộ phim Tàu hơi nước Willie (1928)

Chuột Mickey xuất hiện lần đầu vào tháng 5 năm 1928 trong buổi chiếu thử nghiệm đơn lẻ của phim ngắn Plane Crazy, nhưng tại lần xuất hiện thứ hai ở bộ phim The Gallopin' Gaucho thì lại không tìm được nhà phân phối. Sau bộ phim The Jazz Singer gây ấn tượng mạnh vào năm 1927, Disney quyết định sử dụng đồng bộ âm thanh trong đoạn phim ngắn thứ ba mang tên Tàu hơi nước Willie nhằm tạo ra phim hoạt hình có âm thanh hậu kỳ đầu tiên. Disney đã ký hợp đồng với giám đốc điều hành cũ của Universal Pictures là Pat Powers để sử dụng hệ thống thu âm "Powers Cinephone". Cinephone đã trở thành nhà phân phối mới cho các bộ phim hoạt hình âm thanh thời kỳ đầu của Disney. Những tác phẩm này đã trở nên nổi tiếng một cách nhanh chóng.
Để cải thiện chất lượng của âm nhạc, Disney đã thuê nhà soạn nhạc và chuyển âm chuyên nghiệp Carl Stalling. Stalling là người gợi ý cách kể chuyện thông qua việc sử dụng âm nhạc cho loạt phim Silly Symphony. Iwerk là người vẽ và hoạt họa toàn bộ tập đầu tiên của series với tựa đề The Skeleton Dance (1929). Disney vào thời điểm này cũng thuê một số họa sĩ địa phương, mà vài người trong số họ gắn bó với công ty trong vai trò là họa sĩ diễn hoạt nòng cốt. Nhóm người này về sau được gọi là Chín Ông già. Cả Chuột Mickey lẫn loạt phim Silly Symphony đều thành công nhưng Disney và anh trai ông cảm thấy phần lợi nhuận mà họ nhận từ Powers không đúng với công sức mà họ bỏ ra. Vào năm 1930, Disney cố gắng cắt giảm chi phí từ quá trình diễn hoạt bằng cách thúc giục Iwerks từ bỏ việc hoạt họa cho từng cel riêng biệt để thay vào đó dùng kỹ thuật vẽ dáng chính (key pose) hiệu quả hơn. Việc vẽ chèn thêm dáng vào giữa (inbetween) sẽ giao cho các trợ lý có lương thấp hơn. Disney yêu cầu Powers tăng thêm tiền công cho phim hoạt hình. Powers từ chối và ký hợp đồng với Iwerks làm việc cho Powers. Stalling bỏ việc không lâu sau đó vì nghĩ rằng nếu không có Iwerks thì Xưởng phim Disney sẽ đóng cửa. Disney bị suy nhược thần kinh vào tháng 10 năm 1931. Ông trách móc sự mưu toan của Powers và sự làm việc quá sức của bản thân, nên quyết định cùng với Lillian đi nghỉ mát dài ngày ở Cuba và đi du thuyền đến Panama để hồi phục.

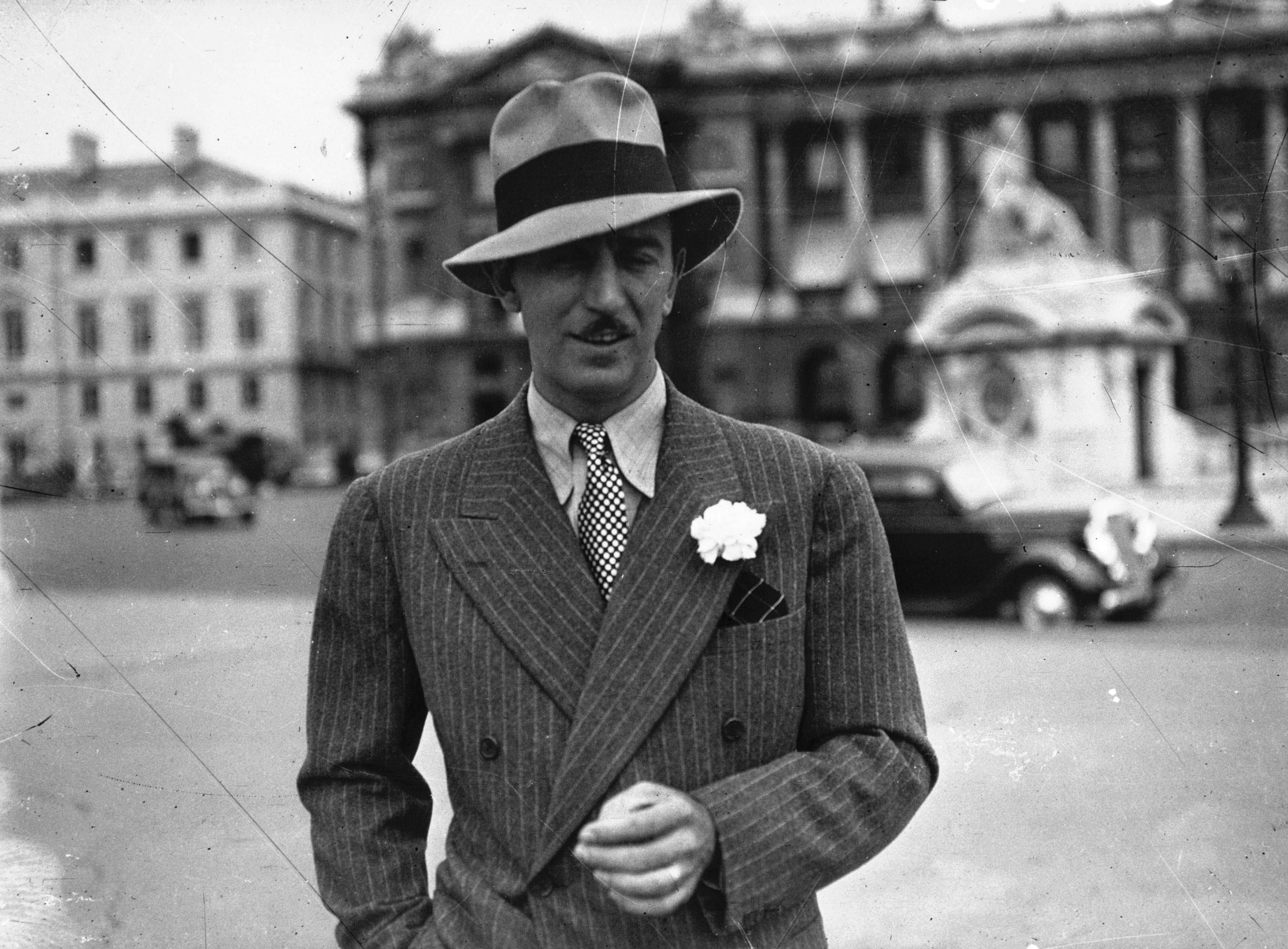
Disney vào năm 1935

Sau khi mất Powers với tư cách là nhà phân phối, xưởng phim Disney ký hợp đồng với Columbia Pictures để phân phối loạt phim hoạt hình Chuột Mickey. Chú chuột ngày càng trở nên nổi tiếng khi tên tuổi bắt đầu lan ra toàn thế giới. Disney luôn muốn nắm bắt công nghệ mới và làm phim Flowers and Trees (1932) bằng kỹ thuật ba dải màu đầy đủ màu sắc của Technicolor. Ông cũng có thể thương lượng để đạt được thỏa thuận cho phép ông độc quyền sử dụng quy trình ba dải màu đến ngày 31 tháng 8 năm 1935. Tất cả các phim hoạt hình Silly Symphony tiếp theo đều có màu. Flowers and Trees được nhiều khán giả yêu thích và giành giải Oscar cho phim hoạt hình ngắn hay nhất tại lễ trao giải năm 1932. Bộ phim khác của Disney là Mickey's Orphans cũng được đề cử cho hạng mục đó. Ông còn được trao giải thưởng danh dự "cho việc tạo ra Chuột Mickey".
Năm 1933, Disney sản xuất bộ phim Ba chú heo con, và được nhà lịch sử truyền thông Adrian Danks mô tả là "phim hoạt hình ngắn thành công nhất mọi thời đại". Bộ phim giúp Disney giành Giải Oscar khác cho hạng mục phim hoạt hình ngắn. Thành công của bộ phim đã giúp cho hãng phim tăng thêm nhiều nhân sự, với con số gần 200 người vào cuối năm. Disney nhận ra tầm quan trọng của việc kể những câu chuyện giàu cảm xúc sẽ khiến khán giả thích thú. Ông đầu tư hẳn một "ban viết truyện" tách biệt với họa sĩ diễn hoạt, cũng như các họa sĩ kịch bản phân cảnh chuyên trình bày chi tiết cốt truyện cho phim của Disney.

### 1934–1941: Thời kỳ hoàng kim của phim hoạt hình

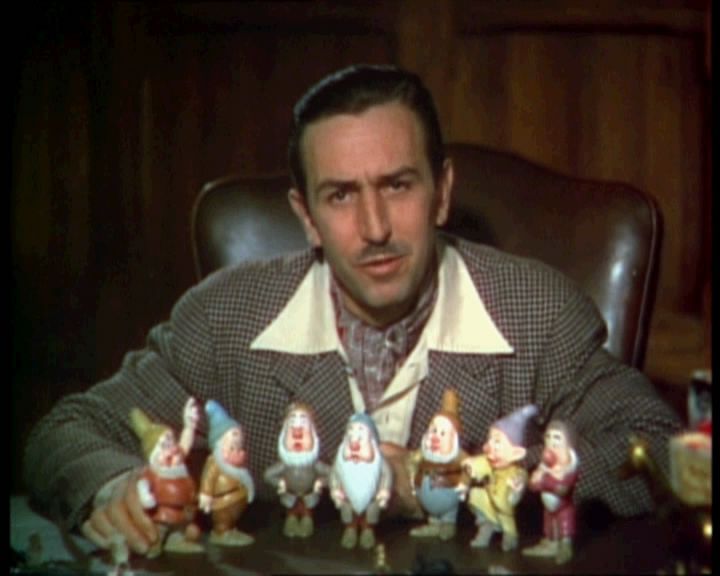
Walt Disney trong đoạn phim quảng cáo Nàng Bạch Tuyết và bảy chú lùn vào năm 1937

Đến năm 1934, Disney trở nên không hài lòng với việc sản xuất hoạt hình ngắn theo khuôn sáo, cũng như tin rằng phim hoạt hình thời lượng dài sẽ mang lại nhiều lợi nhuận hơn. Hãng phim bắt đầu sản xuất Nàng Bạch Tuyết và bảy chú lùn trong suốt 4 năm dựa trên nguyên tác truyện cổ tích. Khi tin tức về dự án bị rò rỉ, nhiều người trong ngành điện ảnh dự đoán rằng bộ phim sẽ khiến công ty phá sản. Một số người trong ngành còn đặt cho phim biệt danh là "Sự dại dột của Disney". Nàng Bạch Tuyết và bảy chú lùn là phim hoạt hình dài đầu tiên thực hiện với đầy đủ màu sắc và âm thanh, tiêu tốn hơn 1,5 triệu đô la để sản xuất‍ – gấp ba lần ngân sách. Để đảm bảo cho bộ phim hoạt hình chân thực nhất có thể, Disney đã cử các họa sĩ diễn hoạt tham gia khóa học tại Học viện Nghệ thuật Chouinard. Ông đưa động vật vào trong xưởng phim và thuê diễn viên để các họa sĩ diễn hoạt có thể nghiên cứu chuyển động thực tế. Để miêu tả sinh động sự thay đổi góc nhìn của hậu cảnh khi máy quay di chuyển qua một cảnh, các họa sĩ diễn hoạt của Disney đã phát triển nên một loại máy quay đa mặt phẳng (multiplane camera). Loại máy quay này cho phép những hình vẽ trên tấm kính được đặt ở nhiều khoảng cách khác nhau từ máy quay, từ đó tạo cho khán giả ảo giác về chiều sâu của cảnh. Tấm kính có thể di chuyển để tạo ra cảm giác là máy qua vừa lướt qua cảnh. Tác phẩm đầu tiên sử dụng máy quay kiểu này là The Old Mill (1937)‍ của loạt phim Silly Symphony. Bộ phim này đã giành Giải Oscar cho phim hoạt hình ngắn hay nhất vì phương pháp trực quan gây ấn tượng mạnh của nó. Mặc dù Nàng Bạch Tuyết và bảy chú lùn hoàn thành phần lớn vào thời điểm máy quay đa mặt phẳng được làm xong nhưng Disney vẫn yêu cầu vẽ lại một số cảnh để sử dụng hiệu ứng mới.
Nàng Bạch Tuyết và bảy chú lùn công chiếu vào tháng 12 năm 1937, và nhận được nhiều lời tán dương từ giới phê bình cũng như công chúng. Bộ phim đã trở thành phim chuyển động thành công nhất năm 1938. Tính đến tháng 5 năm 1939, tác phẩm đạt tổng doanh thu 6,5 triệu đô la, giúp nó trở thành phim có âm thanh thành công nhất từng thực hiện vào lúc bấy giờ. Disney một lần nữa được trao Giải Oscar danh dự, bao gồm 1 bức tượng Oscar kích thước đầy đủ và 7 bức tượng Oscar thu nhỏ. Thành công của Nàng Bạch Tuyết báo trước một trong những kỷ nguyên năng suất nhất của xưởng phim. Bảo tàng Gia đình Walt Disney gọi những năm tiếp theo là "Thời kỳ hoàng kim của phim hoạt hình". Sau khi hoàn thành Nàng Bạch Tuyết và bảy chú lùn, studio bắt đầu sản xuất Pinocchio vào đầu năm 1938 và Fantasia vào tháng 11 cùng năm. Cả hai bộ phim đều phát hành vào năm 1940 và không đạt thành tích tốt tại phòng vé, một phần là do doanh thu từ châu Âu sụt giảm sau khi Chiến tranh thế giới thứ hai bắt đầu vào năm 1939. Xưởng phim làm ăn thua lỗ ở cả hai bộ phim và lâm vào cảnh nợ nần chồng chất trong cuối tháng 2 năm 1941.
Để đối phó với cuộc khủng hoảng tài chính, Disney và Roy bắt đầu đợt phát hành cổ phiếu đầu tiên của công ty ra công chúng vào năm 1940, đồng thời thực hiện việc cắt giảm lương mạnh. Việc cắt giảm lương của Disney thỉnh thoảng có phần mạnh tay và thiếu tế nhị với nhân viên nên các họa sĩ diễn hoạt vì thế mà tổ chức cuộc đình công kéo dài 5 tuần. Trong khi hòa giải viên liên bang từ Ủy ban Quan hệ Lao động Quốc gia đến đàm phán với cả hai bên, Disney chấp nhận lời đề nghị từ Văn phòng Điều phối các Vấn đề Liên Mỹ để thực hiện một chuyến đi thiện chí đến Nam Mỹ nhằm đảm bảo rằng ông sẽ tạm vắng trong cuộc hòa giải mà ông biết trước là sẽ không có lợi gì cho xưởng phim. Hậu quả của cuộc đình công và tình hình tài chính lúc bấy giờ của công ty đã khiến nhiều họa sĩ diễn hoạt rời khỏi xưởng phim. Mối quan hệ giữa Disney với các nhân viên khác rơi vào tình trạng căng thẳng kéo dài. Cuộc đình công tạm thời làm gián đoạn việc ra mắt sản phẩm tiếp theo của xưởng phim là Dumbo (1941). Bộ phim này được sản xuất bằng phương pháp đơn giản và tốn ít chi phí, dù vậy vẫn nhận phản hồi tích cực từ phía khán giả cũng như giới phê bình.

### 1941–1950: Chiến tranh thế giới thứ hai và sau đó

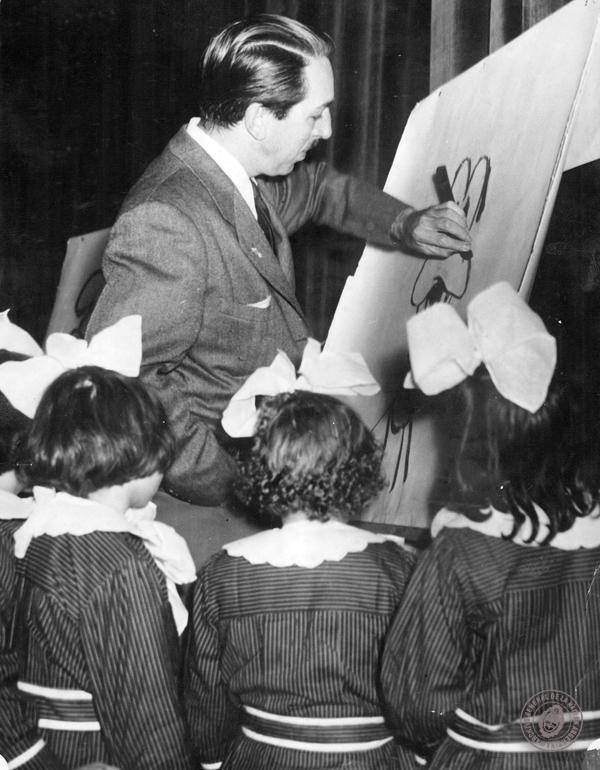
Disney vẽ Goofy cho một nhóm bé gái ở Argentina vào năm 1941.

Ngay sau khi phát hành Dumbo vào tháng 10 năm 1941, Hoa Kỳ bước vào Chiến tranh thế giới thứ hai. Disney đã thành lập Đơn vị làm phim Huấn luyện Walt Disney trong công ty để sản xuất những bộ phim hướng dẫn cho quân đội Hoa Kỳ như Four Methods of Flush Riveting và Aircraft Production Methods. Disney cũng gặp gỡ với Bộ trưởng Ngân khố Hoa Kỳ lúc bấy giờ là Henry Morgenthau Jr. và đồng ý sản xuất phim hoạt hình ngắn về Vịt Donald để thúc đẩy trái phiếu chiến tranh. Bên cạnh đó, Disney còn cho sản xuất một số tác phẩm tuyên truyền, bao gồm bộ phim ngắn như Der Fuehrer's Face‍ đạt Giải Oscar vào năm 1943 và phim điện ảnh thời lượng dài Victory Through Air Power (1943).
Các bộ phim quân sự chỉ tạo ra doanh thu đủ để bù đắp chi phí, và bộ phim điện ảnh dài Bambi sản xuất từ năm 1937 lại tỏ ra kém hiệu quả khi phát hành vào tháng 4 năm 1942, gây thất thu 200 nghìn đô la phòng vé. Ngoài khoản thu nhập thấp từ Pinocchio và Fantasia, công ty còn có nợ 4 triệu đô la từ ngân hàng Bank of America vào năm 1944. Tại cuộc họp với các giám đốc điều hành của Bank of America để thảo luận về tương lai của công ty Disney, chủ tịch kiêm người sáng lập ngân hàng là Amadeo Giannini đã nói với các giám đốc điều hành của mình rằng: "Tôi đã theo dõi khá kỹ những bộ phim hoạt hình của Disney vì tôi biết rằng chúng ta đã cho họ vay tiền vượt xa mức rủi ro tài chính. ... Năm này họ [có thể] tốt, năm sau cũng thế và năm sau nữa cũng vậy. ... Các anh cứ thư giãn và cho họ thời gian để tiếp thị sản phẩm." Việc sản xuất phim ngắn của Disney suy giảm vào cuối thập niên 1940 khi gặp phải sự cạnh tranh ngày càng tăng trên thị trường hoạt hình từ các đối thủ như Warner Bros. và Metro-Goldwyn-Mayer. Roy Disney đề nghị sản xuất nhiều hơn nữa sản phẩm hoạt hình kết hợp người đóng vì lý do tài chính. Năm 1948, Disney khởi xướng một loạt các bộ phim người đóng nổi tiếng về đề tài tự nhiên có tựa đề là True-Life Adventures. Seal Island là tác phẩm đầu tiên của loạt phim và đã giành Giải Oscar cho phim ngắn hay nhất.
Càng về già, Disney càng trở nên bảo thủ về mặt chính trị. Ban đầu, ông là người ủng hộ cho Đảng Dân chủ nhưng đến năm 1940 thì chuyển sang trung thành với Đảng Cộng hòa. Khi Thomas E. Dewey tranh cử tổng thống vào năm 1944, Disney là nhà tài trợ hào phóng cho chiến dịch tranh cử. Năm 1946, ông là thành viên sáng lập của Liên minh Điện ảnh Bảo tồn Lý tưởng Hoa Kỳ, một tổ chức tuyên bố rằng họ "tin tưởng và yêu thích Lối sống Mỹ... chúng ta tự thấy mình đang nổi dậy quyết liệt để chống lại làn sóng của chủ nghĩa cộng sản, chủ nghĩa phát xít và các chủ nghĩa tương tự đang tìm cách phá hoại và thay đổi lối sống này bằng các biện pháp lật đổ". Vào năm 1947, trong thời kỳ Khiếp sợ đỏ thứ hai, Disney là người làm chứng trước Ủy ban Hạ viện Kiểm tra Hành động chống Hoa Kỳ (HUAC). Tại Ủy ban, ông cáo buộc những họa sĩ diễn hoạt và người tổ chức công đoàn trước đây gồm Herbert Sorrell, David Hilberman và William Pomerance là phần tử kích động cộng sản. Disney tuyên bố rằng cuộc đình công năm 1941 do các họa sĩ lãnh đạo là một phần nỗ lực của phe cộng sản có tổ chức nhằm tranh giành ảnh hưởng ở Hollywood. Năm 1993, The New York Times cáo buộc Disney đã chuyển thông tin mật cho FBI từ năm 1940 cho đến khi ông qua đời vào năm 1966. Đổi lại cho việc trao đổi thông tin này là J. Edgar Hoover cho phép Disney quay phim trong trụ sở FBI ở Washington. Disney được phong làm "Đặc vụ liên lạc chính thức" vào năm 1954.

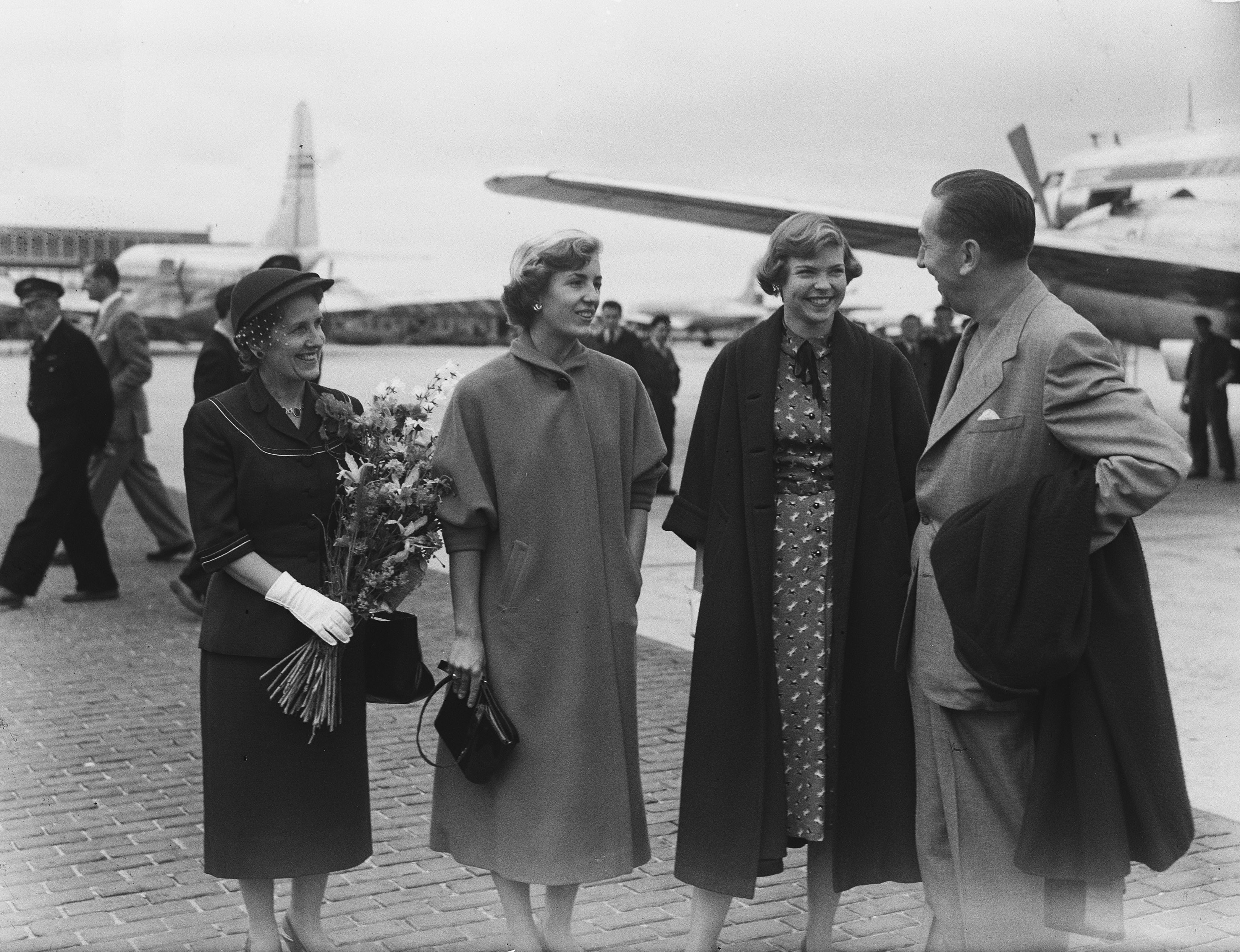
Gia đình Disney tại sân bay Schiphol (1951)

Năm 1949, Disney và gia đình chuyển đến sống ở một ngôi nhà mới thuộc quận Holmby Hills, Los Angeles. Với sự giúp đỡ của Ward và Betty Kimball, những người đã có đường sắt ở sân sau nhà cho riêng mình, Disney liền phát triển một bản thiết kế và ngay lập tức bắt tay vào việc tạo dựng một tuyến đường sắt tàu hơi nước thu nhỏ cho sân sau nhà ông. Đường sắt có tên là Carolwood Pacific Railroad, xuất phát từ vị trí nhà Disney trên đường Carolwood. Kỹ sư Roger E. Broggie của Disney Studios là người thiết kế đầu máy hơi nước hoạt động thu nhỏ, và Disney đặt tên cho đầu máy là Lilly Belle theo tên vợ ông. Sau ba năm, Disney cất đầu máy xe lửa vào cửa hàng cơ khí của xưởng phim vì xảy ra sự cố với khách tham quan.

### 1950–1966: Công viên giải trí, truyền hình và các sở thích khác
Đầu năm 1950, Disney sản xuất Cô bé Lọ Lem, bộ phim hoạt hình thời lượng dài đầu tiên của xưởng phim sau tám năm. Kể từ khi ra mắt, tác phẩm đã trở nên nổi tiếng trong mắt giới phê bình cũng như khán giả. Bộ phim có kinh phí là 2,2 triệu đô la và thu về gần 8 triệu đô la trong năm đầu tiên. Disney ít tham gia vào Cô bé Lọ Lem hơn so với những phim hoạt hình trước đây, vì ông bận bắt tay vào hai bộ phim người đóng toàn bộ đầu tay của mình là Đảo giấu vàng (1950) và The Story of Robin Hood and His Merrie Men (1952). Cả hai tác phẩm đều được quay ở Anh. Nối tiếp hai bộ phim là những sản phẩm phim người đóng thời lượng dài khác, với một trong số đó là chủ đề yêu nước. Ông cũng tiếp tục cho ra đời các bộ phim hoạt hình dài gồm Alice ở xứ sở thần tiên (1951) và Peter Pan (1953). Từ đầu đến giữa thập niên 1950, Disney bắt đầu ít chú trọng đến ban hoạt hình hơn và giao phần lớn hoạt động của bộ phận này cho nhóm Chín Ông già. Dù vậy, ông vẫn luôn có mặt trong các buổi họp kịch bản truyện. Trong giai đoạn này, ông chủ yếu tập trung vào những hoạt động kinh doanh khác.

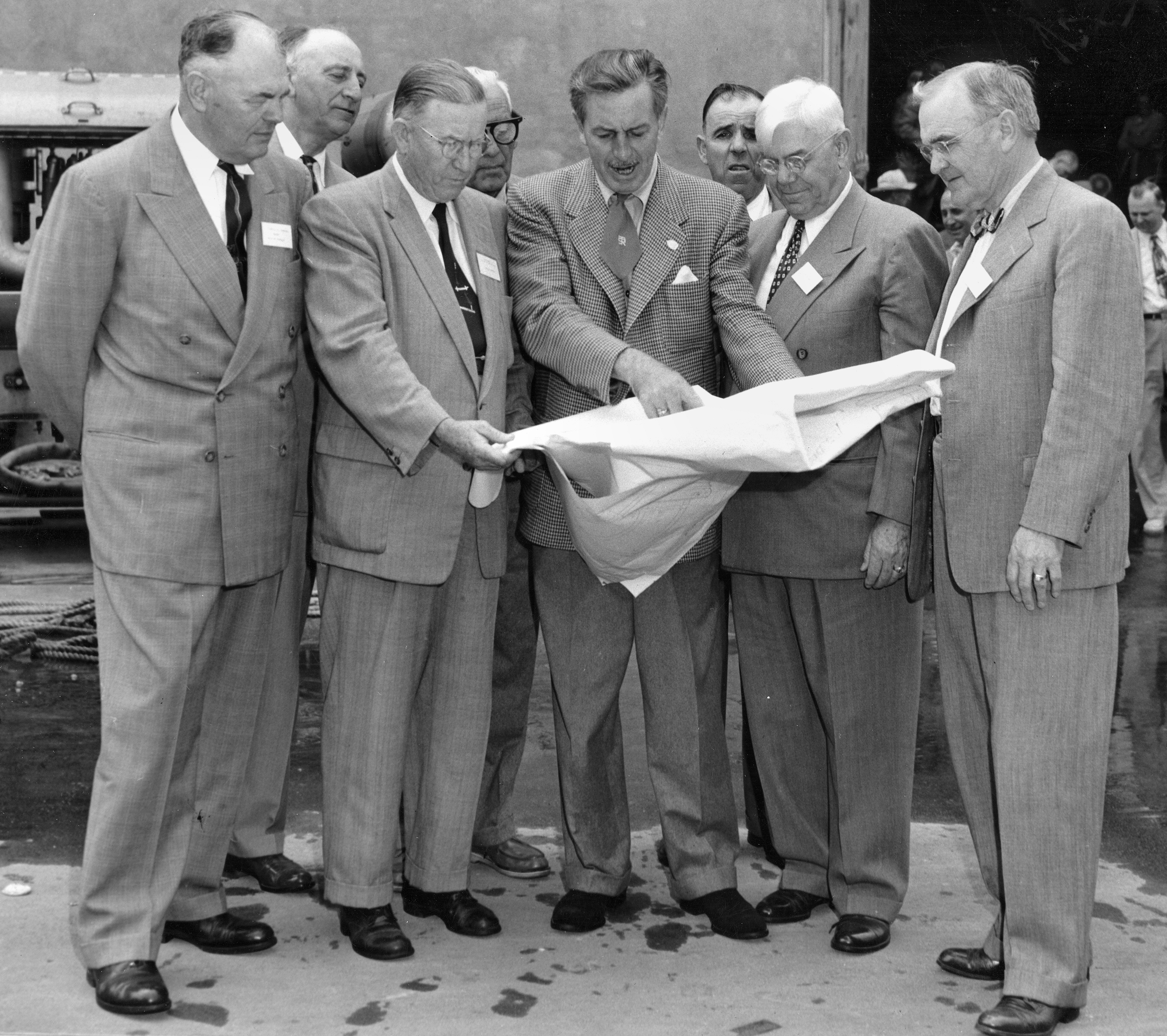
Disney trình bày kế hoạch của Disneyland cho các quan chức Quận Cam vào tháng 12 năm 1954

Trong nhiều năm, Disney tính đến việc xây dựng một công viên giải trí. Khi ông tham quan Công viên Griffith ở Los Angeles cùng với con gái mình, ông cảm thấy muốn hòa mình vào một công viên sạch sẽ, thuần khiết, nơi mà cả trẻ em và các bậc phụ huynh có thể vui chơi. Trong lần đến thăm Công viên Tivoli ở Copenhagen, Đan Mạch, Disney thấy ấn tượng mạnh bởi sự sạch sẽ và cách bài trí của công viên. Vào tháng 3 năm 1952, ông nhận giấy phép quy hoạch để xây dựng một công viên giải trí ở Burbank, gần Disney Studios. Tuy nhiên, đất xây dựng ở đây có vẻ quá nhỏ, nên Disney mua miếng đất lớn hơn ở Anaheim cách 35 dặm (56 km) về phía nam của xưởng phim. Disney muốn tách dự án khỏi xưởng phim nhằm tránh thu hút sự chỉ trích từ các cổ đông. Để thực hiện điều này, Disney thành lập WED Enterprises (nay là Walt Disney Imagineering) và sử dụng tiền riêng của mình để tài trợ cho một nhóm các nhà thiết kế cùng với họa sĩ diễn hoạt nhằm thực hiện kế hoạch. Những người tham gia vào dự án đều được gọi là "Imagineer". Sau khi nhận vốn từ ngân hàng, ông mời thêm các cổ đông khác gồm American Broadcasting-Paramount Theatres, bộ phận của American Broadcasting Company (ABC) và Western Publishing. Vào giữa năm 1954, Disney phái những Imagineer đến mọi công viên giải trí ở Hoa Kỳ để phân tích xem chúng hoạt động như thế nào, có bất trắc gì không và các vấn đề ở từng địa điểm khác nhau. Dựa vào đó, ông sẽ tổng hợp những phát hiện của họ vào trong bản thiết kế. Công việc xây dựng bắt đầu vào tháng 7 năm 1954 và Disneyland mở cửa vào tháng 7 năm 1955. Lễ khánh thành phát sóng trên ABC đã thu hút 70 triệu người theo dõi. Công viên được thiết kế như một chuỗi các vùng đất theo chủ đề liên kết với nhau bởi Main Street, U.S.A, bản sao của con phố chính ở Marceline, quê hương Disney. Các khu vực theo chủ đề được kết nối là Adventureland, Frontierland, Fantasyland và Tomorrowland. Công viên cũng có đường sắt khổ hẹp tên là Disneyland Railroad đóng vai trò là mắt xích giữa những vùng đất. Bao quanh bên ngoài công viên là một bức tường cao để ngăn cách công viên với thế giới bên ngoài. Một bài xã luận trên tờ The New York Times cho rằng Disney đã "kết hợp một cách khéo léo một số điều thú vị của ngày hôm qua với sự tưởng tượng và những giấc mơ của ngày mai". Mặc dù công viên ban đầu có một số vấn đề nhỏ nhưng nó vẫn là một thành công. Sau một tháng hoạt động, Disney đón hơn 20.000 lượt khách ghé thăm mỗi ngày. Vào cuối năm đầu tiên, công viên đã thu hút 3,6 triệu lượt khách tham quan.
Tiền từ ABC phụ thuộc vào các chương trình truyền hình của Disney. Hãng phim đã tham gia vào một chương trình truyền hình đặc biệt vào Lễ Giáng sinh năm 1950 kể về quá trình thực hiện tác phẩm Alice ở xứ sở thần tiên. Roy tin rằng chương trình giúp tăng thêm hàng triệu đô la vào doanh thu phòng vé. Trong một lá thư gửi cho cổ đông vào tháng 3 năm 1951, ông viết rằng "truyền hình có thể là phương tiện hỗ trợ kiếm tiền hiệu quả nhất, đồng thời cũng là một nguồn thu. Có lẽ chúng ta sẽ dấn thân vào truyền hình theo tiền đề này." Vào năm 1954, ABC cho phát sóng chương trình Walt Disney's Disneyland sau khi đồng ý tài trợ cho Disneyland. Chương trình là một tuyển tập bao gồm phim hoạt họa, phim người đóng thời lượng dài và các nguồn phim khác từ thư viện của xưởng phim. Nó đã thành công về mặt lợi nhuận và hiệu suất khi tỉ lệ khán giả đạt trên 50%. Việc ABC hài lòng với kết quả thu được dẫn đến sự ra mắt của chương trình truyền hình hàng ngày đầu tiên của Disney là The Mickey Mouse Club, một chương trình tạp kỹ dành riêng cho trẻ em. Chương trình thường đi kèm với việc bán hàng thương phẩm thông qua các công ty khác nhau (ví dụ như Western Printing đã sản xuất sách tô màu và truyện tranh trong hơn 20 năm, cùng với đó là tạo ra một số mặt hàng liên quan đến chương trình). Một trong những phân đoạn của Disneyland có năm phần miniseries Davy Crockett mà theo Gabler nhận xét là "trở thành một hiện tượng chỉ sau một đêm". Bài hát chủ đề của chương trình là "The Ballad of Davy Crockett" đã trở nên phổ biến trên toàn thế giới với mười triệu đĩa được bán. Kết quả là Disney quyết định thành lập công ty sản xuất và phân phối đĩa hát với tên gọi Disneyland Records cho riêng mình.
Cùng với việc xây dựng Disneyland, Disney còn thực hiện một số dự án khác bên ngoài xưởng phim. Ông làm chuyên gia tư vấn của Triển lãm Quốc gia Hoa Kỳ năm 1959 tại Moskva. Bên cạnh đó, Disney Studios cũng đóng góp cho Hội chợ Quốc tế Brussels 1958 bộ phim America the Beautiful. Đây là một tác phẩm với thời lượng 19 phút được chiếu ở rạp Circarama với góc quay 360 độ, một trong những điểm thu hút nhiều người xem nhất. Ở năm tiếp theo, ông đóng vai trò chủ tịch Ủy ban Cảnh trí cho Thế Vận hội Mùa đông 1960 ở Squaw Valley, California. Tại Thế Vận hội, ông là người thiết kế lễ khai mạc, bế mạc và trao huy chương.

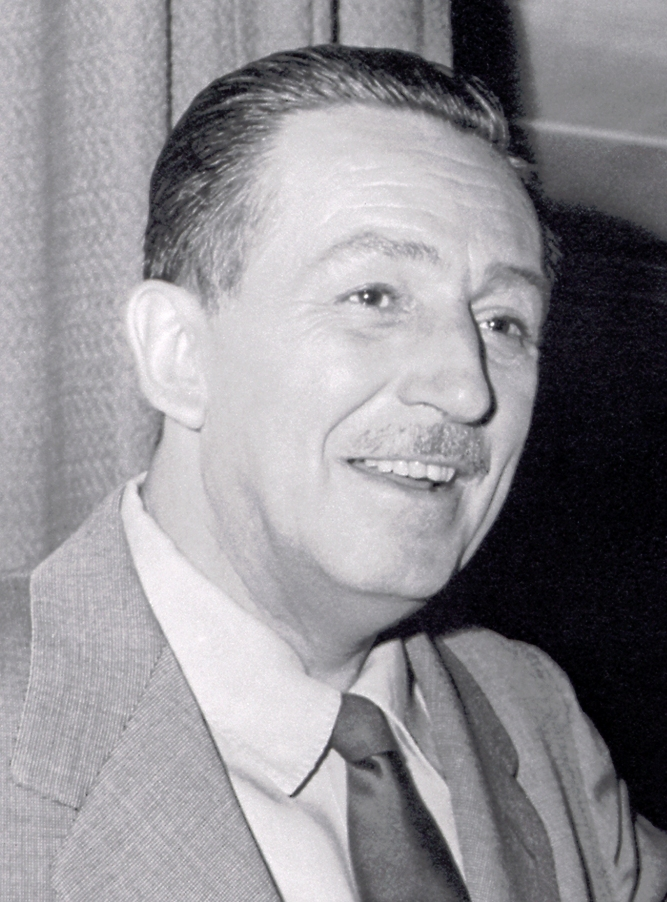
Disney vào năm 1954

Bất chấp những yêu cầu từ các dự án không thuộc hãng phim, Disney vẫn tiếp tục làm việc với nhiều dự án phim và truyền hình. Năm 1955, ông bắt tay vào sản xuất "Man in Space", một tập của loạt phim Disneyland được thực hiện với sự hợp tác của Wernher von Braun, nhà thiết kế tên lửa NASA. Disney cũng đảm nhận việc giám sát từng khía cạnh của các bộ phim dài đầy đủ như Tiểu thư và chàng lang thang (phim hoạt hình CinemaScope đầu tiên) công chiếu vào năm 1955, Người đẹp ngủ trong rừng (phim hoạt hình đầu tiên phát hành dưới định dạng Technirama 70 mm) vào năm 1959, Một trăm linh một chú chó đốm (phim hoạt hình dài đầu tiên sử dụng Xerox cel) ra mắt vào năm 1961, và Thanh gươm trong đá (1963).
Năm 1964, Disney sản xuất Mary Poppins dựa trên bộ sách cùng tên của P. L. Travers. Ông đã cố gắng mua bản quyền câu chuyện từ thập niên 1940. Nó trở thành bộ phim thành công nhất của Disney trong thập niên 1960, mặc dù Travers cực kỳ không thích tác phẩm chuyển thể này và cảm thấy hối hận vì đã bán bản quyền. Cùng năm đó, ông cũng tham gia vào kế hoạch mở rộng Học viện nghệ thuật California (thường gọi là CalArts), đồng thời nhờ một kiến trúc sư thiết kế bản vẽ cho một tòa nhà mới.
Disney chuẩn bị đầy đủ cho 4 màn trình diễn tại Hội chợ Quốc tế New York năm 1964; ông đã nhận vốn từ các nhà tài trợ hàng đầu cho dự án này. Ông biết rằng PepsiCo muốn lên kế hoạch bày tỏ lòng kính trọng với UNICEF nên quyết định triển khai It's a Small World, một chuyến du thuyền với những con búp bê cử động và có âm thanh miêu tả về trẻ em trên khắp thế giới. Những màn trình diễn còn lại gồm: Great Moments with Mr. Lincoln, một vở diễn sân khấu có sự góp mặt của một con rối Abraham Lincoln tự cử động (animatronic) đọc trích dẫn từ diễn văn tổng thống; Carousel of Progress thì khuyến khích về tầm quan trọng của năng lượng điện; và Ford's Magic Skyway diễn tả quá trình phát triển của nhân loại. Cả 4 cuộc triển lãm đều đã được cài đặt lại tại Disneyland, chủ yếu là qua khái niệm và kỹ thuật. Dù vậy, It's a Small World vẫn là cuộc dạo chơi gần giống với phiên bản gốc nhất.
Từ đầu đến giữa thập niên 1960, Disney lên kế hoạch cho một khu nghỉ dưỡng trượt tuyết ở Mineral King, khu vực thung lũng băng ở Sierra Nevada thuộc California. Ông thuê một số chuyên gia như Willy Schaeffler, huấn luyện viên trượt tuyết Olympic kiêm nhà thiết kế khu trượt tuyết nổi tiếng. Với thu nhập từ Disneyland chiếm tỉ trọng ngày càng lớn trong thu nhập của hãng phim, Disney tiếp tục tìm kiếm địa điểm để xây dựng các điểm tham quan khác. Vào cuối năm 1965, ông tuyên bố kế hoạch phát triển một công viên chủ đề tên là "Disney World" (nay là Walt Disney World), dự tính sẽ xây dựng ở nơi cách vài dặm về phía tây nam của Orlando, Florida. Disney World sẽ bao gồm "Magic Kingdom", một phiên bản lớn hơn và công phu hơn của Disneyland‍ với sân gôn và khách sạn bổ sung. Trung tâm của Disney World sẽ là "Xã hội tương lai kiểu mẫu" (EPCOT), mà Disney mô tả là:
một xã hội tương lai kiểu mẫu sẽ lấy cảm hứng từ những ý tưởng mới và công nghệ mới đang mọc lên từ các trung tâm sáng tạo của ngành công nghiệp Hoa Kỳ. Nó sẽ [mãi] là một xã hội tương lai mà không bao giờ được hoàn thành, nhưng nó sẽ luôn luôn giới thiệu, thử nghiệm và trình làng những vật liệu mới, những hệ thống mới. Và EPCOT sẽ luôn là nơi trưng bày cho cả thế giới [biết] về sự khéo léo và trí tưởng tượng của các doanh nghiệp tự do Mỹ.— Walt Disney, 

Trong suốt năm 1966, Disney thúc đẩy các hoạt động kinh doanh để kiếm tiền tài trợ cho EPCOT. Ông tích cực tham gia vào những bộ phim của hãng và đóng góp nhiều cho việc xây dựng cốt truyện trong The Jungle Book, The Happiest Millionaire (cả hai bộ phim đều chiếu vào năm 1967) và phim hoạt hình ngắn Winnie the Pooh and the Blustery Day (1968).

### Bệnh tật, qua đời và những hệ quả sau đó

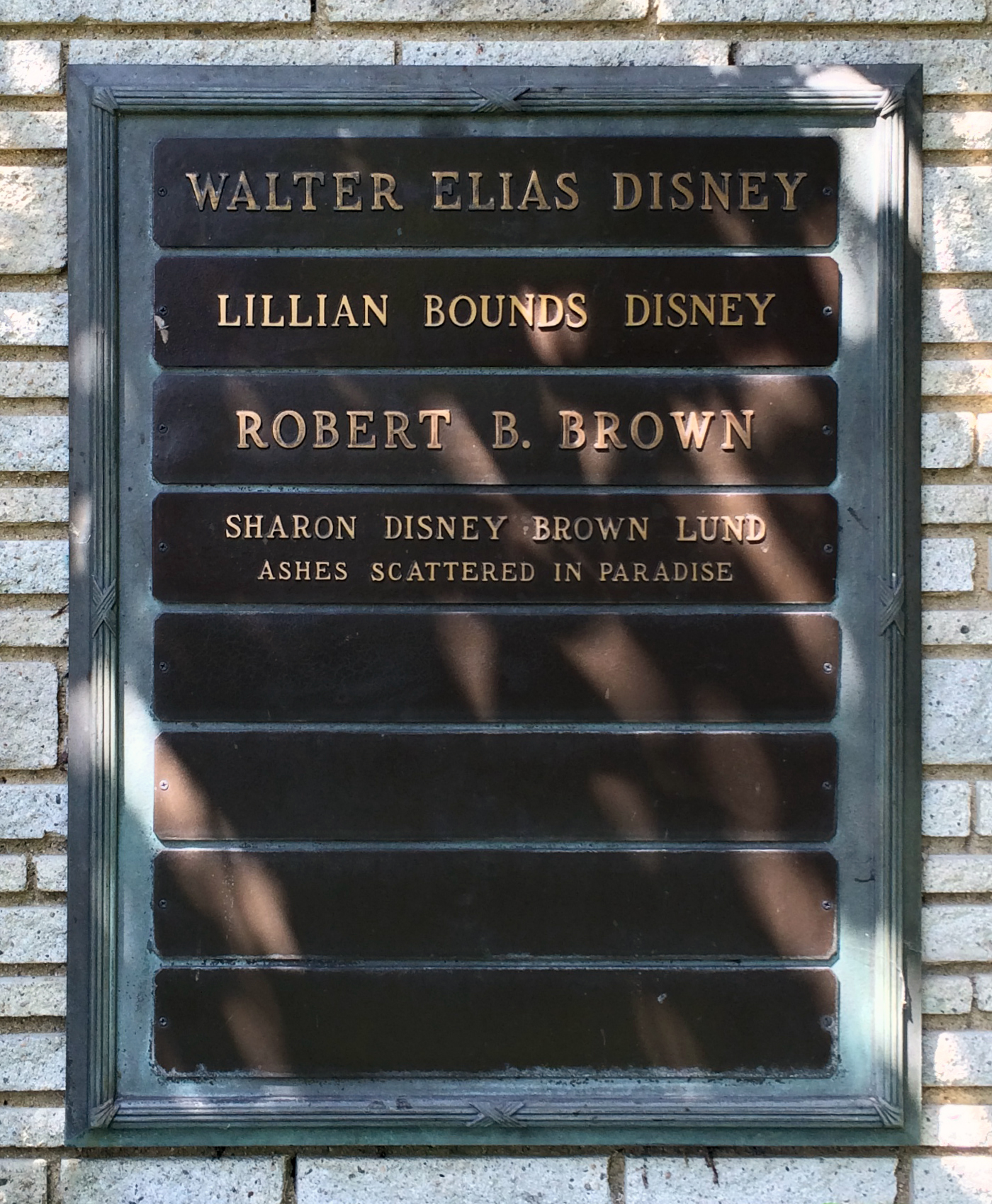
Ngôi mộ của Disney tại Forest Lawn, Glendale

Disney nghiện thuốc lá nặng kể từ thời Chiến tranh thế giới thứ nhất. Ông không hút thuốc lá có đầu lọc mà sử dụng tẩu thuốc từ khi còn trẻ. Tháng 11 năm 1966, ông được chẩn đoán là mắc bệnh ung thư phổi và phải điều trị bằng phương pháp xạ trị cobalt. Vào ngày 30 tháng 11 năm 1966, ông cảm thấy không khỏe và được đưa đến Bệnh viện St. Joseph ở Burbank, California. Đến ngày 15 tháng 12 cùng năm, 10 ngày sau sinh nhật lần thứ 65 của bản thân, ông qua đời vì trụy tuần hoàn do căn bệnh ung thư. Hài cốt của ông được hỏa táng hai ngày sau đó và tro cốt của ông được bảo quản tại Công viên Tưởng niệm Forest Lawn ở Glendale, California, Hoa Kỳ.
Việc phát hành The Jungle Book và The Happhest Millionaire vào năm 1967 đã nâng tổng số phim dài mà Disney tham gia lên con số 81. Khi Winnie the Pooh and the Blustery Day phát hành vào năm 1968, nó đã mang về cho Disney một Giải Oscar cho phim hoạt hình ngắn hay nhất. Ông được trao giải sau khi mất. Kể từ khi Disney qua đời, hãng phim của ông vẫn tiếp tục sản xuất rất nhiều phim người đóng nhưng bỏ bê việc làm phim hoạt hình cho đến cuối thập niên 1980. Giai đoạn này trở về sau được tờ The New York Times mô tả là "Thời kỳ Phục hưng của Disney" bắt đầu với bộ phim Nàng tiên cá (1989). Những công ty của Disney vẫn tiếp tục sản xuất phim ảnh, truyền hình, sân khấu giải trí và đạt được nhiều thành công.

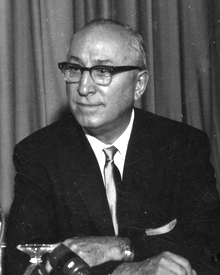
Roy O. Disney hoàn thành việc xây dựng Walt Disney World

Kế hoạch của Disney về thành phố tương lai EPCOT không trở thành hiện thực. Sau khi ông từ trần, anh trai Roy phải tạm hoãn nghỉ hưu để nắm toàn bộ quyền kiểm soát các công ty. Roy thay đổi trọng tâm của dự án từ một thị trấn thành một điểm thu hút khách tham quan. Tại lễ khánh thành năm 1971, Roy đã dâng tặng Walt Disney World cho em trai mình. Walt Disney World tiếp tục mở rộng với việc khai trương Epcot Center vào năm 1982. Tầm nhìn của Disney về một thành phố thiết thực dường như được thay thế bằng một công viên giống với triển lãm thế giới lâu dài hơn. Năm 2009, Bảo tàng Gia đình Walt Disney do Diane và con trai bà là Walter E. D. Miller thiết kế đã khai trương tại Presidio của San Francisco. Bảo tàng là nơi trưng bày hàng nghìn hiện vật về cuộc đời và sự nghiệp của Disney, trong đó có rất nhiều giải thưởng mà ông nhận được. Các công viên giải trí của Disney trên khắp thế giới đã đón khoảng 134 triệu lượt khách vào năm 2014.
Disney được khắc họa rất nhiều lần trong các tác phẩm hư cấu. H. G. Wells từng đề cập đến Disney trong cuốn tiểu thuyết năm 1938 The Holy Terror. Trong tác phẩm, Kẻ Độc tài Thế giới Rud sợ rằng Vịt Donald có ý định chống lại y. Len Cariou đã đóng vai Disney trong bộ phim truyền hình năm A Dream Is a Wish Your Heart Makes: The Annette Funicello Story (1995). Tom Hanks cũng thể hiện vai diễn Disney trong bộ phim điện ảnh Cuộc giải cứu thần kỳ (2013). Năm 2001, soạn giả người Đức Peter Stephan Jungk đã xuất bản cuốn Der König von Amerika (tạm dịch: Vua nước Mỹ), một tác phẩm hư cấu tái hiện hình ảnh Disney của những năm về sau là một kẻ phân biệt chủng tộc khao khát quyền lực.

## Tính cách và danh tiếng

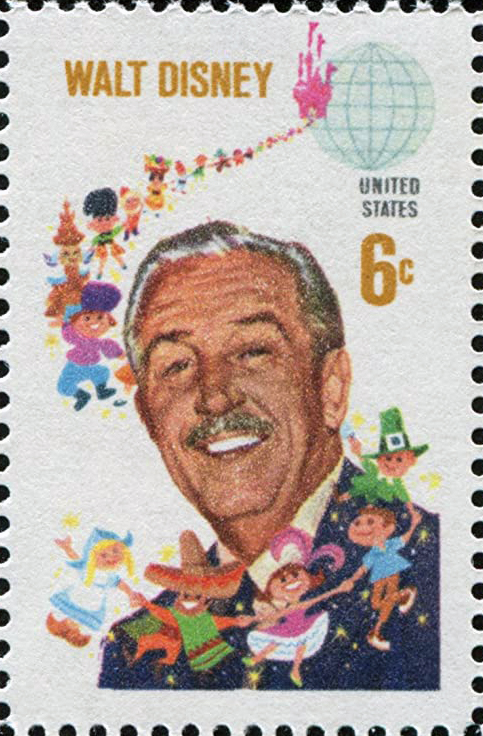
Tem bưu chính Hoa Kỳ năm 1968.

Hình ảnh của Disney trước công chúng rất khác so với cuộc sống đời thường. Nhà soạn kịch Robert E. Sherwood mô tả ông là người "gần như nhút nhát... thiếu tự tin" và tự ti. Theo người viết tiểu sử Richard Schickel thì Disney che giấu sự ngượng ngùng và cảm giác bất an của mình trước công chúng. Kimball lại lập luận rằng Disney đã "đóng vai một nhà tài phiệt bẽn lẽn, bối rối trước công chúng" và ông cố tình làm như vậy. Disney thừa nhận vẻ bề ngoài của mình và kể với một người bạn rằng "Tôi không phải là Walt Disney. Tôi làm rất nhiều điều mà Walt Disney sẽ không làm. Walt Disney không hút thuốc. Tôi hút. Walt Disney không uống rượu. Tôi uống." Nhà phê bình Otis Ferguson của tờ The New Republic nhận xét Disney lúc ở một mình là "bình dị và đời thường, không hề khó gần, không hề khó hiểu, không bị đè nén mà cũng chẳng phải nhà tài trợ hay gì. Chỉ [đơn giản] là Disney mà thôi." Nhiều người trong số những người từng làm việc với Disney nhận xét rằng ông rất ít khi khích lệ nhân viên vì ông kỳ vọng ở họ rất nhiều. Norman hồi tưởng lại khoảnh khắc mà Disney nói rằng "Hiệu quả đấy", đó là dấu hiệu Disney dành lời khen ngợi cho nhân viên. Thay vì thể hiện trực tiếp, Disney thường thưởng tiền cho nhân viên làm việc năng suất hoặc giới thiệu một số cá nhân có thành tích tốt cho những người khác, với hi vọng rằng lời khen ngợi của ông sẽ truyền tải đến mọi người.
Quan điểm về Disney và các bộ phim của ông có sự thay đổi theo thời gian. Mark Langer viết trong cuốn American Dictionary of National Biography rằng "Những đánh giá trước đây về Disney luôn ca ngợi ông là một người yêu nước, một nghệ sĩ nhân dân và là người truyền bá văn hóa. Tuy nhiên trong thời gian gần đây, Disney lại bị xem như hình mẫu của chủ nghĩa đế quốc và sự thiếu khoan dung kiểu Mỹ, đồng thời là kẻ hủy hoại văn hóa." Steven Watts thì viết rằng một số người đã lên án Disney "là kẻ thao túng vô liêm sỉ bằng những thủ đoạn văn hóa và thương mại". Trong khi PBS thuật lại rằng các nhà phê bình đã khiển trách tác phẩm của Disney vì "vẻ bề ngoài giàu tình cảm ngọt xớt và lạc quan một cách cố chấp, viết lại lịch sử Hoa Kỳ theo kiểu tô hồng". Mặc dù phim của Disney nổi tiếng, được đánh giá cao và thành công về mặt thương mại theo thời gian nhưng vẫn nhận những lời chỉ trích từ giới phê bình. Caroline Lejeune nhận xét trên tờ The Observer rằng Nàng Bạch Tuyết và bảy chú lùn (1937) "có nhiều lỗi hơn bất kỳ phim hoạt hình Disney nào trước đó. Nó có thể bị các chuyên gia không ngừng chỉ trích gay gắt. Đôi lúc muốn nói thẳng ra là phim vẽ rất tệ." Robin Allen viết cho tờ The Times rằng Fantasia (1940) "đáng bị lên án vì tính thô tục và càng lúc càng trở nên lố bịch đến cùng cực". Lejeune thì cảm thấy bộ phim Alice ở xứ sở thần tiên (1951) "có thể khiến những người yêu quý Lewis Carroll trở nên phát điên". Peter Pan (1953) cũng bị chỉ trích trên tờ The Times là "một tác phẩm kinh điển dành cho trẻ em bị thô tục hóa" với "Tinker Bell... bị biến tấu thành một cô em người Mỹ xinh xắn". Nhà phê bình nhận định rằng Disney "đã giết chết tác phẩm tốt của Barrie và thay thế nó bằng một bộ phim Disney hạng hai".
Disney bị tố là bài Do Thái mặc dù không có nhân viên nào của ông từng buộc tội ông là buông lời gièm pha hoặc chế nhạo Do Thái, kể cả nhà làm phim hoạt hình cực kỳ ghét ông là Art Babbitt. Bảo tàng Gia đình Walt Disney thừa nhận rằng định kiến về sắc tộc khá phổ biến trong những bộ phim thập niên 1930, bao gồm cả một vài phim hoạt hình. Disney thường xuyên quyên góp cho các tổ chức từ thiện của người Do Thái, và được chi nhánh của tổ chức B'nai B'rith ở Beverly Hills vinh danh là "Người đàn ông của năm 1955". Hãng phim của ông cũng tuyển dụng một số người Do Thái với một trong số họ nắm giữ những vị trí có tầm ảnh hưởng. Nhà văn đầu tiên có quyền truy cập không hạn chế vào cơ quan lưu trữ của Disney là Gabler kết luận rằng chứng cứ hiện có không ủng hộ cho các cáo buộc bài Do Thái và Disney "không [bài Do Thái] theo cách hiểu thông thường của chúng ta về một người bài Do Thái". Gabler tổng kết rằng "mặc dù bản thân Walt, theo đánh giá của tôi không phải là người bài Do Thái. Tuy nhiên, ông sẵn sàng làm bạn với những người bài Do Thái [tức thành viên của Liên minh Điện ảnh Bảo tồn Lý tưởng Mỹ], và [kết quả là] ông bị gán vào cái danh đó. Ông không bao giờ có thể thực sự loại bỏ nó trong suốt cuộc đời mình." Disney tự tách mình ra khỏi Liên minh Điện ảnh vào thập niên 1950.
Disney cũng bị cáo buộc vào các hình thức phân biệt chủng tộc khác, vì một vài sản phẩm của ông phát hành từ thập niên 1930 đến thập niên 1950 chứa nội dung phân biệt chủng tộc. Các nhà phê bình đương đại, Hiệp hội Quốc gia vì sự tiến bộ của người da màu và một số người khác đã chỉ trích phim dài Song of the South vì có định kiến với người da đen. Tuy nhiên, Disney sau đó đã vận động thành công cho một ngôi sao của họ giành Giải Oscar danh dự, người đó là James Baskett, diễn viên da đen đầu tiên nhận được vinh dự như vậy. Gabler tranh luận rằng "Walt Disney không phân biệt chủng tộc. Ông ấy không bao giờ công khai hay ngấm ngầm đưa ra những nhận xét miệt thị về người da đen hoặc khẳng định người da trắng thượng đẳng. Tuy nhiên, giống như hầu hết những người Mỹ da trắng cùng thế hệ, ông ấy không nhạy cảm với vấn đề chủng tộc." Floyd Norman, họa sĩ diễn hoạt da đen đầu tiên của hãng phim, người làm việc thân cận với Disney trong thập niên 1950 và 1960 cho biết "Tôi chưa bao giờ thấy Disney có dấu hiệu nào về hành vi phân biệt chủng tộc mà mọi người thường cáo buộc sau khi ông mất. Cách mà ông ấy đối xử với người, và ý tôi là với tất cả mọi người, chỉ có thể được gọi là gương mẫu."
Watts lập luận rằng nhiều bộ phim hậu Thế chiến thứ hai của Disney "là một dạng Kế hoạch Marshall trên lĩnh vực văn hóa. Chúng nuôi dưỡng một hình thái chủ nghĩa đế quốc văn hóa thân thiện, lan tỏa ra khắp địa cầu một cách kỳ diệu bằng những giá trị, kỳ vọng và hàng hóa tiêu dùng của tầng lớp trung lưu khá giả tại Hoa Kỳ." Nhà sử học điện ảnh Jay P. Telotte thừa nhận rằng nhiều người coi hãng phim Disney là "công cụ thao túng và đàn áp". Dù vậy, ông nhận xét rằng hãng đã "nỗ lực trong suốt chiều dài lịch sử để tên tuổi của họ gắn liền với ý niệm vui nhộn, gia đình, và kỳ ảo". Trong nghiên cứu Cultural Imperialism, John Tomlinson đã xem xét tác phẩm Para leer al Pato Donald (tạm dịch: Làm sao để hiểu Vịt Donald) của Ariel Dorfman và Armand Mattelart. John tìm thấy đoạn xác định rằng "có mùi của... đế quốc 'ẩn' đằng sau vẻ ngoài trong sáng, lành mạnh của thế giới Walt Disney". Hai tác giả cho rằng thế giới này là một công cụ quyền lực vì "nó tự thể hiện như một sản phẩm giải trí vô hại dành cho trẻ em." Tomlinson coi lập luận của họ là thiếu sót vì "họ chỉ đơn giản cho rằng việc đọc nhiều truyện tranh Mỹ, xem quảng cáo, tranh ảnh về lối sống [Yankee] giàu có... là có thể bị ảnh hưởng trực tiếp theo".
Một số bình luận viên cho rằng Disney là một biểu tượng văn hóa. Bàn về sự qua đời của Disney, giáo sư báo chí Ralph S. Izard bình luận rằng phim của Disney "được xem là có giá trị trong xã hội Cơ đốc giáo Hoa Kỳ", bao gồm "tính đề cao cá nhân, sự đoan chính, ... tình yêu thương đối với đồng loại, sự công bằng và khoan dung". Cáo phó của Disney trên tờ The Times gọi phim của ông là "bổ ích, ấm áp, giải trí... có tính nghệ thuật độc nhất vô nhị và vẻ đẹp chạm đến cảm xúc [người xem]". Nhà báo Bosley Crowther lý luận rằng "thành tựu [của Disney] với tư cách là người sáng tạo ra sản phẩm giải trí cho công chúng gần như không có giới hạn và với tư cách là một nhà kinh doanh tài ba với các sản phẩm của mình có thể sánh vai với những nhà tư bản công nghiệp thành công nhất trong lịch sử." Phóng viên Alistair Cooke gọi Disney là "anh hùng dân tộc và là Pied Piper của Hollywood". Gabler thì xem Disney là người "định hình lại văn hóa và ý thức hệ của người Mỹ".

## Vinh danh

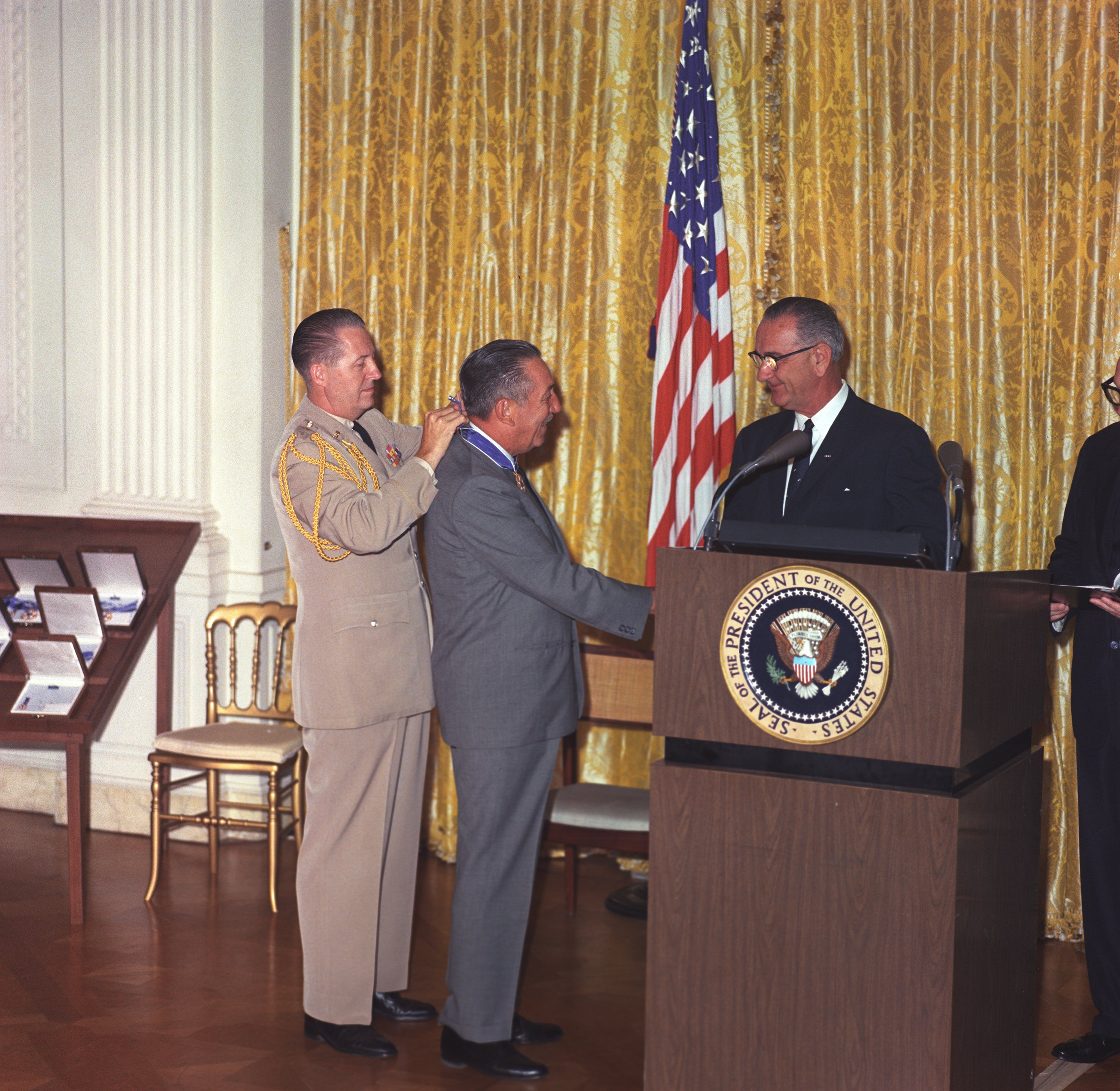
Disney nhận Huân chương Tự do Tổng thống vào năm 1964 từ Tổng thống Lyndon B. Johnson.

Disney nhận được 59 đề cử Giải Oscar và thắng 22 giải trong số đó. Cả hai con số này đều là kỷ lục cho một cá nhân. Ông được đề cử cho 3 Giải Quả cầu vàng nhưng không giành chiến thắng, dù vậy ông vẫn nhận hai giải Thành tựu đặc biệt cho Bambi (1942) và The Living Desert (1953), cùng với Giải Cecil B. DeMille. Ông cũng nhận được bốn đề cử Giải Emmy, và giành chiến thắng một lần ở hạng mục Nhà sản xuất xuất sắc nhất cho loạt phim truyền hình Disneyland. Thư viện Quốc hội Hoa Kỳ đã đưa một số phim của ông vào Viện lưu trữ phim quốc gia vì chúng có "ý nghĩa về mặt lịch sử, văn hóa và mỹ học". Những bộ phim được đưa vào bao gồm: Tàu hơi nước Willie, Ba chú heo con, Nàng Bạch tuyết và bảy chú lùn, Fantasia, Pinocchio, Bambi, Dumbo và Mary Poppins. Năm 1998, Viện phim Mỹ công bố danh sách 100 bộ phim hay nhất của Mỹ với sự đánh giá của các chuyên gia trong ngành. Danh sách đó gồm Nàng Bạch Tuyết và bảy chú lùn (ở vị trí 49), và Fantasia (ở vị trí 58).
Vào tháng 2 năm 1960, Disney được vinh danh trên Đại lộ Danh vọng Hollywood với hai ngôi sao, một cho phim điện ảnh và một cho chương trình truyền hình. Chuộc Mickey nhận được một ngôi sao riêng cho phim điện ảnh vào năm 1978. Disney cũng được đưa vào Đại sảnh Danh vọng Truyền hình vào năm 1986, Đại sảnh Danh vọng California vào tháng 12 năm 2006, và là chủ nhân đầu tiên của một ngôi sao trên đại lộ sao Anaheim vào năm 2014.
Bảo tàng Gia đình Walt Disney ghi lại rằng Disney "cùng với các nhân viên của mình nhận được hơn 950 danh hiệu và tước hiệu từ khắp nơi trên thế giới". Nước Pháp đã phong ông làm Chevalier (hiệp sĩ) của Légion d'honneur (Quân đoàn danh dự) vào năm 1935. Vào năm 1952, Disney được nước Pháp trao tặng Officer d'Academie, huân chương nghệ thuật cao quý nhất của đất nước. Những giải thưởng quốc gia khác bao gồm Huân chương Vương miện Thái Lan (1960), Huân chương Công trạng Đức (1956), Huân chương Thập tự phương Nam Brazil (1941) và Huân chương Đại bàng Aztec Mexico (1943). Tại Hoa Kỳ, ông được phong tặng Huân chương Tự do Tổng thống vào ngày 14 tháng 9 năm 1964 và được truy tặng Huân chương Vàng Quốc hội vào ngày 24 tháng 5 năm 1968. Bên cạnh đấy, ông cũng nhận Giải thưởng Bầu sô của Thế giới từ Hiệp hội các chủ rạp phim quốc gia. Trong năm 1955, Hội Audubon Quốc gia truy tặng cho Disney danh hiệu cao quy nhất là Huân chương Abudon, vì ông đã góp phần nâng cao "nhận thức và hiểu biết về môi trường tự nhiên" thông qua bộ phim True-Life Adventures. Năm 1980, nhà thiên văn học Lyudmila Karachkina phát hiện ra một hành tinh vi hình và đặt tên cho nó là 4017 Disneya. Disney cũng được Đại học Harvard, Đại học Yale, Đại học Nam California và Đại học California, Los Angeles trao bằng danh dự.